# Paratetrastichus
Paratetrastichus is een geslacht van vliesvleugeligen uit de familie Eulophidae. De wetenschappelijke naam van dit geslacht is voor het eerst geldig gepubliceerd in 1965 door Yoshimoto & Ishii.

## Soorten
Het geslacht Paratetrastichus is monotypisch en omvat slechts de volgende soort:
- Paratetrastichus ponapensis Yoshimoto & Ishii, 1965